# Ак Којунлу
Ак Којунлу (тур. Āq Quyūnlū, перс. آق‌ قویونلو), познати и као Туркмени Белог Овна, био је племенски савез Турака Огуза, који је владао данашњом источном Турском од 1378. до 1501. Сунити под снажним утицајем Персије, у својим последњим деценијама завладали су и Јерменијом, Азербејџаном, Ираком и већим делом Ирана.

## Историја
Византијски извори помињу Турке Белог Овна од 1340, а као оснивач њихове државе помиње се Кара Осман (1378-1435), који је као Тимуров савезник добио поседе у Малој Азији после битке код Ангоре 1402. Највећи успон доживели су под вођством Узун Хасана (1423-1478), који је успешно ратовао против ривалске државе Кара Којунлу (Турци Црног Овна) и заузео Багдад и западни део Ирана, а у савезу са Млетачком републиком ратовао је са Османлијама, од којих је 1473. поражен. После његове смрти држава Белог Овна брзо опада, да би 1501. коначно пала под власт Персије Сафавида.